# Штандарт Президента УНР
Штандарт Президента УНР мав вигляд квадратного полотна білого кольору з синьо-жовтим обрамленням (зовнішній ряд) та внутрішнім обрамленням червоного кольору. В центрі прапора був зображений великий герб УНР. На гербі були зображені на зеленій гілці герби земель УНР (Правобережжя, Лівобережжя, Галичина, Закарпаття та Кубань включно з гербами малих земель (Полісся, Підляшшя, Буковина, Бессарабія, Крим, Холмщина,  та ін.)). Згідно з Указом Президента України від 29 листопада 1999 року офіційними символами Глави держави є: Прапор (штандарт) Президента України, Знак Президента України, Гербова печатка Президента України і Булава Президента України.
Прапор (штандарт) Президента України — це синє квадратне полотнище із зображенням у центрі золотого Знака Княжої Держави Володимира Великого (малого Державного Герба України). Полотнище обрамлене золотою лиштвою і прикрашене золотою бахромою. Древко Прапора (штандарта) Президента України дерев'яне, верхівка древка має форму кулі з онікса, яка оздоблена рельєфним накладним орнаментом із жовтого металу.

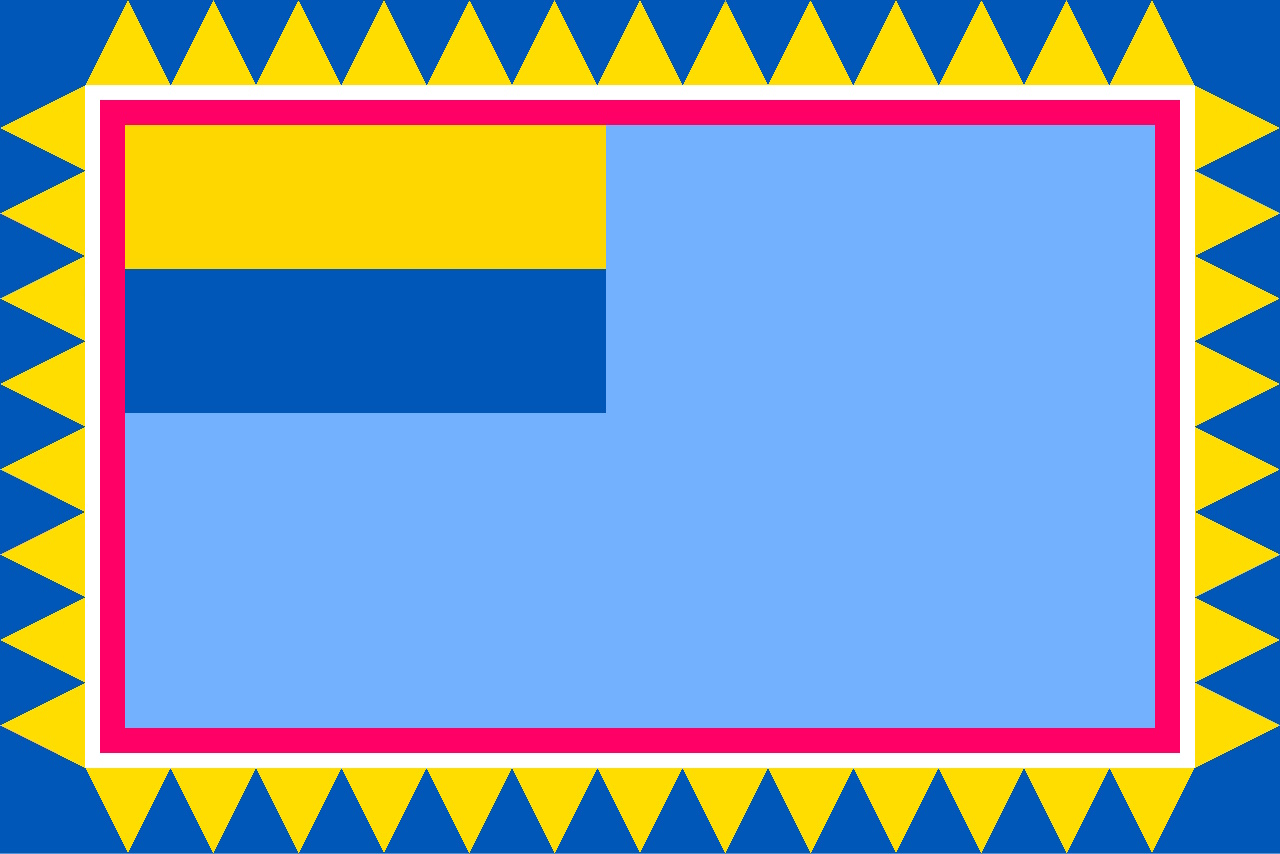
Прапор Президента УНР

Прапор Президента УНР мав вигляд прямокутного полотна блакитного кольору з синьо-жовтим обрамленням (зовнішній ряд) та внутрішнім обрамленням білого та малинового кольорів. В лівому верхньому куті зображений властливий прапор УНР.
1. ↑  Проєкт державного прапору Миколи Битинського.